# بل (دیزنی)
بل (به انگلیسی: Belle) یک شخصیت خیالی از دیو و دلبر (۱۹۹۱) سی‌اُمین فیلم پویانمایی بلند والت دیزنی پیکچرز است. بل دختر ناسازگار یک مخترع است که آرزو دارد در ازای ماجراجویی، زندگی روستایی قابل پیش‌بینی خود را رها کند. وقتی پدرش موریس توسط یک دیو خونسرد زندانی می‌شود، بل به او آزادی خود را در ازای آزادی پدرش پیشنهاد می‌کند و در نهایت یادمی‌گیرد که دیو را با وجود ظاهر ناخوشایند دوست داشته باشد. صداپیشگی بل در فیلم اصلی را بازیگر و خواننده آمریکایی پیج اوهارا انجام داده‌است.
جفری کاتزنبرگ، رئیس استودیو والت دیزنی، دیو و دلبر را به عنوان یک پویانمایی موزیکال با یک قهرمان قوی سفارش داد و فیلمنامه‌نویس لیندا وولورتون را برای نوشتن آن به عنوان اولین کارش استخدام کرد. وولورتون او را بر پایهٔ قهرمان افسانه‌ای از افسانهٔ «دیو و دلبر» اثر ماری لپرنس دو بومونت از سال ۱۷۵۶ به عنوان شخصیتی قوی‌تر و کمتر منفعل برای فیلم اقتباس کرد. دیزنی پیش از این فیلم مدت‌ها برای به تصویر کشیدن شخصیت‌های زن فیلم‌هایش به عنوان قربانی، مورد انتقاد قرار گرفته بود. از اینرو وولورتون در تلاش برای جلوگیری از انتقاد با الهام از جنبش حقوق زنان بل را به یک قهرمان منحصر به فرد دیزنی تبدیل کرد که متفاوت از شخصیت محبوب آریل از پری دریایی کوچولو، عمداً فمینیست طراحی شده‌است.
قدرت و عشق بل به خواندن کتاب از اجرای کاترین هپبورن بازیگر آمریکایی در نقش جو مارس در فیلم زنان کوچک (۱۹۳۳) الهام گرفته شد، در حالی که نویسندگان به قهرمان ماجراجو اهداف و آرزوهایی فراتر از عشق القا کردند. با این حال، هنرمندان و انیماتورهای داستان اغلب دیدگاه آزادانه وولورتون را برای این شخصیت به چالش کشیدند. جیمز باکستر و مارک هن که انیماتورهای این شخصیت بودند، که قدم زدن برازندهٔ بل را بر پایهٔ بالرین‌های ادگار دگا نقاش امپرسیونیست ساختند. ویژگی‌های صورت اروپایی بل از هنرپیشه‌های بریتانیایی ویوین لی و آدری هپبورنالهام گرفته شده‌است. چندین بازیگر زن دیگر هالیوود از جمله ناتالی وود، الیزابت تیلور و گریس کلی الهام بخش ظاهر بل بودند.
بل با تحسین گستردهٔ منتقدان فیلم روبرو شد که شجاعت، هوش و استقلال او را قدردانی کردند. با این حال، نقدهای فمینیسم او بازخورد متفاوتی داشت؛ مفسران ادبی اقدامات این شخصیت را به دلیل عاشقانه‌محور بودن آن متهم می‌کنند. بل به عنوان پنجمین پرنسس دیزنی در میان بهترین‌های این فرنچایز قرار می‌گیرد. پس از اکران دیو و دلبر در سال ۱۹۹۱، بل آخرین پرنسس اروپایی دیزنی برای ۲۰ سال آینده باقی ماند، تا اینکه راپونزل از گیسوکمند (۲۰۱۰) در سال ۲۰۱۱ به مجموعهٔ پرنسس‌های دیزنی اضافه شد. بل نزد منتقدان به عنوان یکی از قوی‌ترین نمونه‌های شخصیت فمینیست دیزنی در نظر گرفته می‌شود و اتفاق نظر بر این است که بل رهبری نسلی از قهرمانان فیلم‌های مستقل آینده بود و در عین حال شهرت پرنسس دیزنی را تغییر داد. بل که یکی از نمادین‌ترین شخصیت‌های دیزنی محسوب می‌شود، تنها قهرمان پویانمایی بود که نامزد دریافت جایزه برای بهترین قهرمانان در رده‌بندی فیلم از انستیتوی فیلم آمریکایی شد. این شخصیت همچنین در چندین دنباله و اسپین آف فیلم و همچنین در یک یک داستان با بل برایم بخوان ظاهر می‌شود. سوزان ایگان بازیگر آمریکایی نقش بل را در اقتباس موزیکال برادوی از این فیلم آغاز کرد که برای آن نامزد دریافت جایزهٔ تونی بهترین بازیگر زن در یک موزیکال شد. اما واتسون نسخهٔ لایو اکشن این شخصیت را در اقتباس لایو اکشن سال ۲۰۱۷ از فیلم اصلی سال ۱۹۹۱ بازی کرد.